# Sarıyer Belediyesi Spor Kulübü 2021-2022
Questa voce raccoglie le informazioni riguardanti il Sarıyer Belediyesi Spor Kulübü nelle competizioni ufficiali della stagione 2021-2022.

## Stagione
Il Sarıyer Belediyesi Spor Kulübü non utilizza alcuna denominazione sponsorizzata nella stagione 2021-22.
Partecipa al suo settimo campionato di Sultanlar Ligi, ottenendo un undicesimo posto in regular season, restando fuori dai play-off scudetto; in Coppa di Turchia, invece, non supera la fase a gironi.

## Organigramma societario
Area direttiva
- Presidente: Hayrettin Dereli

Area tecnica
- Allenatore: Gökhan Çokşen (fino a novembre[3]), Hasan Çelik (da novembre[4])
- Allenatore in seconda: Emin Abilov
- Assistente allenatore: Onur Daşdemir
- Scoutman: Yavuz Kaya

## Rosa
| N° | Nome                | Ruolo | Data di nascita   | Nazionalità sportiva |
| -- | ------------------- | ----- | ----------------- | -------------------- |
| 1  | Naya Crittenden     | O     | 15 giugno 1995    | Stati Uniti          |
| 2  | Adlin Kaymaz        | L     | 15 settembre 2001 | Turchia              |
| 3  | Gülce Güçtekin      | L     | 10 ottobre 2002   | Turchia              |
| 4  | Ecem Alıcı          | S     | 1º gennaio 1994   | Turchia              |
| 6  | Lila Şengün         | P     | 2 marzo 2002      | Turchia              |
| 7  | Ada Germen          | S     | 24 giugno 1997    | Turchia              |
| 7  | Büşra Cansu         | C     | 16 luglio 1990    | Turchia              |
| 8  | Sezen Keşkekoğlu    | C     | 10 dicembre 2001  | Turchia              |
| 9  | Aleksandra Crnčević | S     | 30 maggio 1987    | Serbia               |
| 10 | Merve Tanıl         | P     | 22 febbraio 1990  | Turchia              |
| 11 | Hanife Özaydınlı    | C     | 1º novembre 2002  | Turchia              |
| 12 | Hande Şimşek        | C     | 4 luglio 1995     | Turchia              |
| 14 | Pelin Eroktay       | O     | 14 novembre 2004  | Turchia              |
| 17 | Begüm Hepkaptan     | C     | 25 giugno 1997    | Turchia              |
| 18 | Ajcharaporn Kongyot | S     | 18 giugno 1995    | Thailandia           |
| 19 | Chatchu-on Moksri   | S     | 6 novembre 1999   | Thailandia           |
| 20 | Tuna Çetinay        | L     | 24 aprile 2002    | Turchia              |

## Statistiche

### Statistiche di squadra
| Competizione     | Punti | In casa | In casa | In casa | In trasferta | In trasferta | In trasferta | Totale | Totale | Totale |
| Competizione     | Punti | G       | V       | P       | G            | V            | P            | G      | V      | P      |
| ---------------- | ----- | ------- | ------- | ------- | ------------ | ------------ | ------------ | ------ | ------ | ------ |
| Sultanlar Ligi   | 21    | 13      | 5       | 8       | 13           | 2            | 11           | 26     | 7      | 19     |
| Coppa di Turchia | 0     | 0       | 0       | 0       | 0            | 0            | 0            | 3      | 0      | 3      |
| Totale           | -     | 13      | 5       | 8       | 13           | 2            | 11           | 29     | 7      | 22     |

G = partite giocate; V = partite vinte; P = partite perse

### Statistiche dei giocatori
| Giocatore     | Campionato | Campionato | Campionato | Campionato | Campionato | Coppa di Turchia | Coppa di Turchia | Coppa di Turchia | Coppa di Turchia | Coppa di Turchia | Totale | Totale | Totale | Totale | Totale |
| Giocatore     | P          | PT         | AV         | MV         | BV         | P                | PT               | AV               | MV               | BV               | P      | PT     | AV     | MV     | BV     |
| ------------- | ---------- | ---------- | ---------- | ---------- | ---------- | ---------------- | ---------------- | ---------------- | ---------------- | ---------------- | ------ | ------ | ------ | ------ | ------ |
| E. Alıcı      | 25         | 94         | 81         | 9          | 4          | 3                | 15               | 15               | 0                | 0                | 28     | 109    | 96     | 9      | 4      |
| B. Cansu      | 6          | 35         | 21         | 10         | 4          | -                | -                | -                | -                | -                | 6      | 35     | 21     | 10     | 4      |
| T. Çetinay    | 10         | 0          | 0          | 0          | 0          | 3                | 0                | 0                | 0                | 0                | 13     | 0      | 0      | 0      | 0      |
| N. Crittenden | 0          | 0          | 0          | 0          | 0          | 0                | 0                | 0                | 0                | 0                | 0      | 0      | 0      | 0      | 0      |
| A. Crnčević   | 26         | 367        | 332        | 21         | 14         | 3                | 40               | 35               | 2                | 3                | 29     | 407    | 367    | 23     | 17     |
| P. Eroktay    | 18         | 21         | 17         | 2          | 2          | 0                | 0                | 0                | 0                | 0                | 18     | 21     | 17     | 2      | 2      |
| A. Germen     | 14         | 3          | 1          | 0          | 2          | 3                | 6                | 4                | 0                | 2                | 17     | 9      | 5      | 0      | 4      |
| G. Güçtekin   | 23         | 0          | 0          | 0          | 0          | 2                | 0                | 0                | 0                | 0                | 25     | 0      | 0      | 0      | 0      |
| B. Hepkaptan  | 26         | 160        | 105        | 41         | 14         | 3                | 21               | 12               | 6                | 3                | 29     | 181    | 117    | 47     | 17     |
| A. Kaymaz     | 4          | 0          | 0          | 0          | 0          | -                | -                | -                | -                | -                | 4      | 0      | 0      | 0      | 0      |
| S. Keşkekoğlu | 15         | 35         | 25         | 7          | 3          | 3                | 5                | 4                | 1                | 0                | 18     | 40     | 29     | 8      | 3      |
| A. Kongyot    | 26         | 348        | 309        | 34         | 5          | 3                | 38               | 33               | 5                | 0                | 29     | 386    | 342    | 39     | 5      |
| C. Moksri     | 24         | 290        | 256        | 25         | 9          | -                | -                | -                | -                | -                | 24     | 290    | 256    | 25     | 9      |
| H. Özaydınlı  | 8          | 21         | 9          | 8          | 4          | 0                | 0                | 0                | 0                | 0                | 8      | 21     | 9      | 8      | 4      |
| L. Şengün     | 26         | 57         | 18         | 20         | 19         | 3                | 3                | 2                | 1                | 0                | 29     | 60     | 20     | 21     | 19     |
| H. Şimşek     | 17         | 78         | 38         | 27         | 13         | 3                | 10               | 7                | 3                | 0                | 20     | 88     | 45     | 30     | 13     |
| M. Tanıl      | 24         | 9          | 3          | 4          | 2          | 3                | 5                | 3                | 1                | 1                | 27     | 14     | 6      | 5      | 3      |

P = presenze; PT = punti totali; AV = attacchi vincenti; MV = muri vincenti; BV = battute vincenti